# Philip Miller
Philip Miller byl od roku 1722 hlavním zahradníkem v Chelsea Physic Garden, až do svého odstoupení krátce před svou smrtí. Botanik Peter Collinson, který navštívil v červenci 1764 jím spravované arboretum léčivých rostlin, svá pozorování zapsal do svých poznámek. O Millerovi napsal, že „zvýšil pověst Chelsea Garden natolik, že vyniká nad všechny zahrady Evropy svou úžasnou škálou rostlin všech rodů a tříd ze všech klimatických oblastí...“
Philip Miller je autorem děl The Gardener's and Florists Dictionary nebo Complete System of Horticulture (1724) a The Gardener's Dictionary containing the Methods of Cultivating a Improving the Kitchen Fruit and Flower Garden.